# P. H. Moynihan

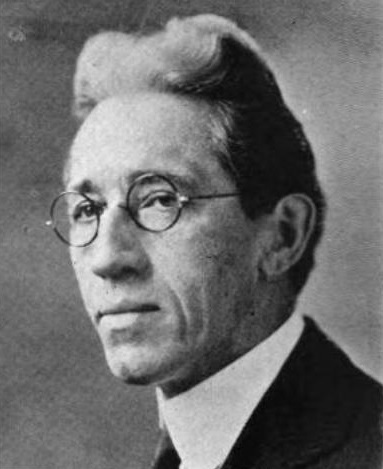
Patrick Henry Moynihan, 1922

Patrick Henry „P. H.“ Moynihan (* 25. September 1869 in Chicago, Illinois; † 20. Mai 1946 ebenda) war ein US-amerikanischer Politiker. Zwischen 1933 und 1935 vertrat er den Bundesstaat Illinois im US-Repräsentantenhaus.

## Werdegang
P. H. Moynihan besuchte die öffentlichen Schulen seiner Heimat einschließlich der St. Patrick’s High School. Danach arbeitete er im Druckerei- und Verlagswesen. Überdies stieg er in das Kohlegeschäft ein. Gleichzeitig schlug er als Mitglied der Republikanischen Partei eine politische Laufbahn ein. Zwischen 1901 und 1909 saß er im Stadtrat von Chicago; von 1921 bis 1929 gehörte er der staatlichen Handelskommission von Illinois an, deren Vorsitz er seit 1928 innehatte.
Bei den Kongresswahlen des Jahres 1932 wurde Moynihan im zweiten Wahlbezirk von Illinois in das US-Repräsentantenhaus in Washington, D.C. gewählt, wo er am 4. März 1933 die Nachfolge von Morton D. Hull antrat. Da er im Jahr 1934 nicht bestätigt wurde, konnte er bis zum 3. Januar 1935 nur eine Legislaturperiode im Kongress absolvieren. Während dieser Zeit wurden dort die ersten New-Deal-Gesetze der Bundesregierung unter Präsident Franklin D. Roosevelt verabschiedet, denen Moynihans Partei eher ablehnend gegenüberstand.
Nach dem Ende seiner Zeit im US-Repräsentantenhaus nahm Moynihan seine früheren Tätigkeiten wieder auf. In den Jahren 1936 und 1940 bewarb er sich erfolglos um die Rückkehr in den Kongress. Er starb am 20. Mai 1946 in Chicago.